# Ивьер
Ивье́р (фр. Yviers) — коммуна во Франции, находится в регионе Пуату — Шаранта. Департамент — Шаранта. Входит в состав кантона Шале. Округ коммуны — Ангулем.
Код INSEE коммуны — 16424.

## География
Коммуна расположена приблизительно в 440 км к юго-западу от Парижа, в 150 км южнее Пуатье, в 45 км к югу от Ангулема.
По территории коммуны с севера на юг протекает небольшая река Аржантон.

## Население
Население коммуны на 2008 год составляло 501 человек.
| 1962 | 1968 | 1975 | 1982 | 1990 | 1999 | 2008 |
| ---- | ---- | ---- | ---- | ---- | ---- | ---- |
| 493  | 428  | 415  | 516  | 503  | 469  | 501  |

## Экономика
В 2007 году среди 320 человек в трудоспособном возрасте (15—64 лет) 248 были экономически активными, 72 — неактивными (показатель активности — 77,5 %, в 1999 году было 75,7 %). Из 248 активных работали 230 человек (130 мужчин и 100 женщин), безработных было 18 (5 мужчин и 13 женщин). Среди 72 неактивных 12 человек были учениками или студентами, 31 — пенсионерами, 29 были неактивными по другим причинам.

## Фотогалерея

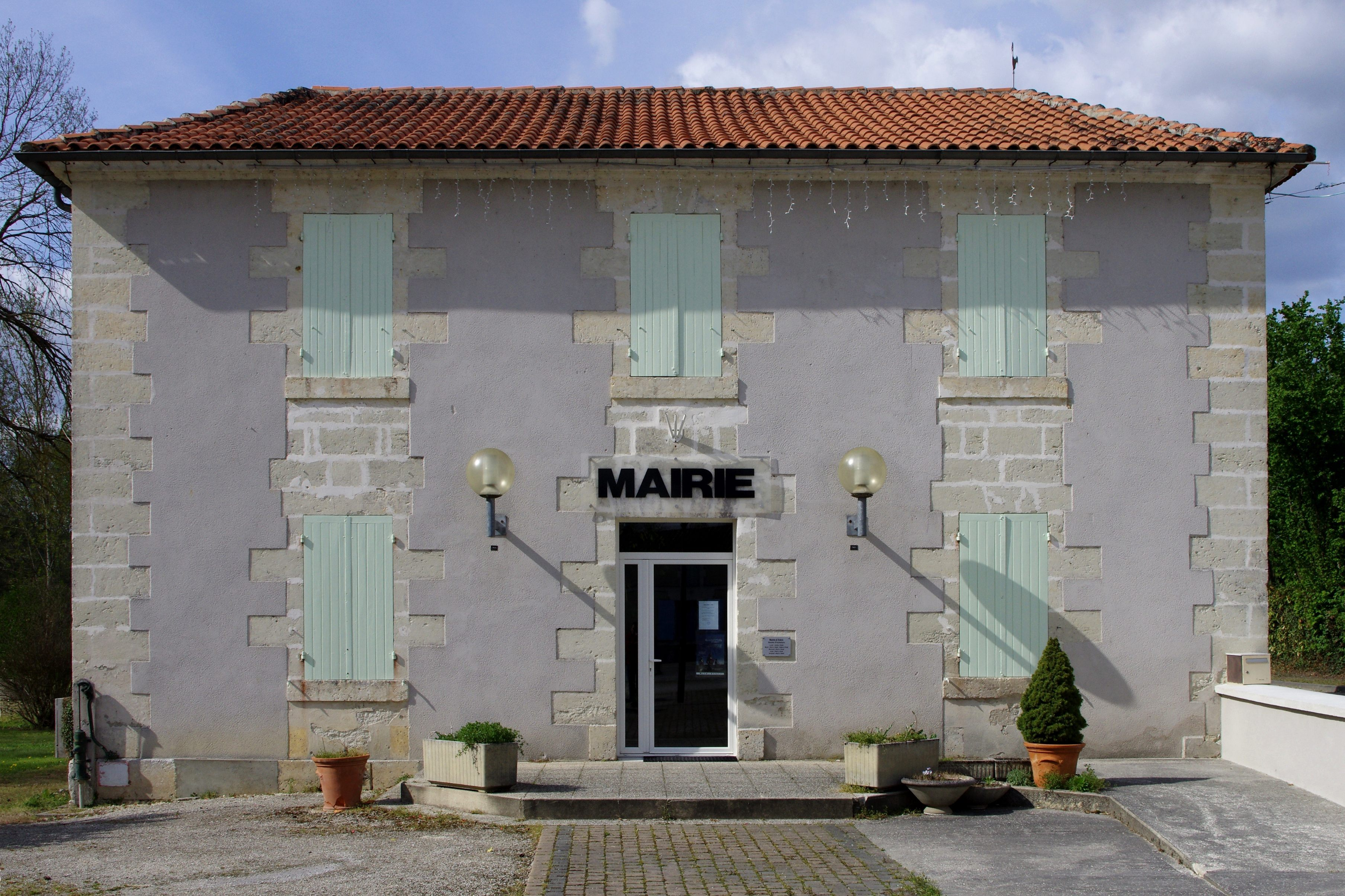
Мэрия
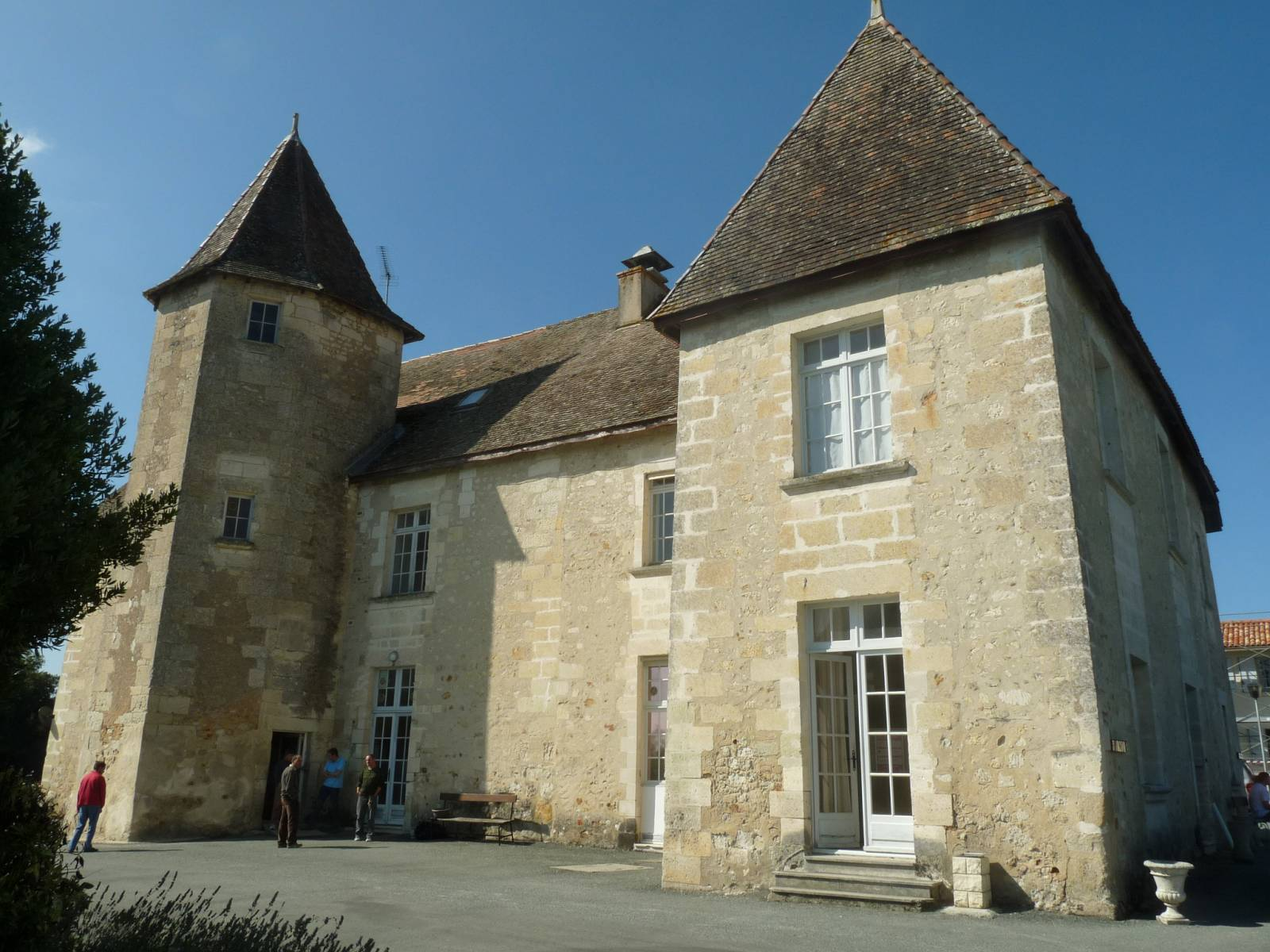
Поместье Тур-д’Ивьер
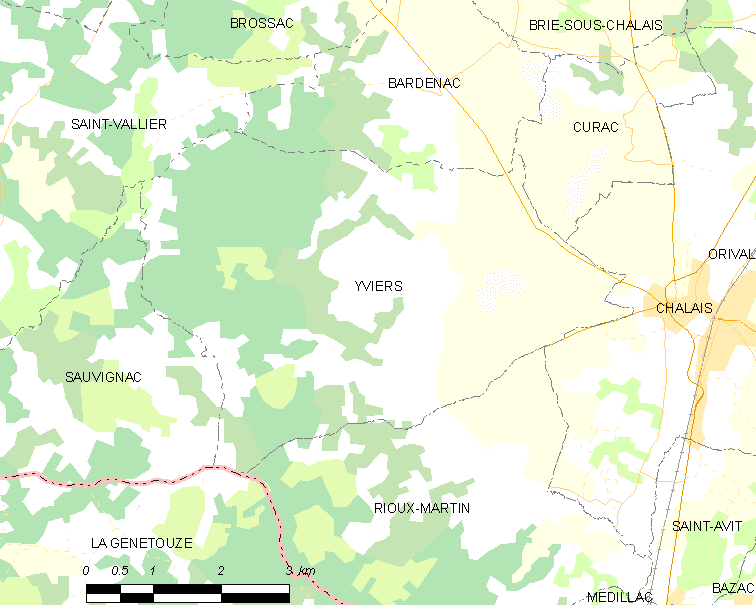
Карта коммуны